# Heliskiing

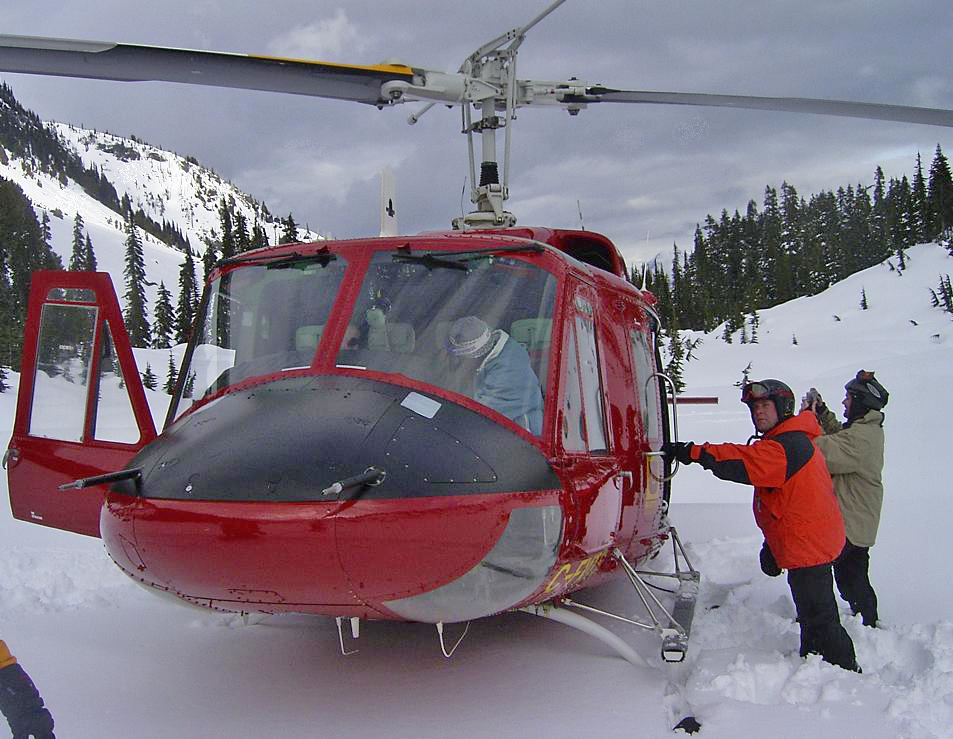
Heliskiing

Heliskiing – forma narciarstwa polegająca na wykonywaniu zjazdów narciarskich ze stoku poza wyznaczonymi trasami, na który narciarz jest transportowany helikopterem w asyście licencjonowanego przewodnika. 

## Bezpieczeństwo

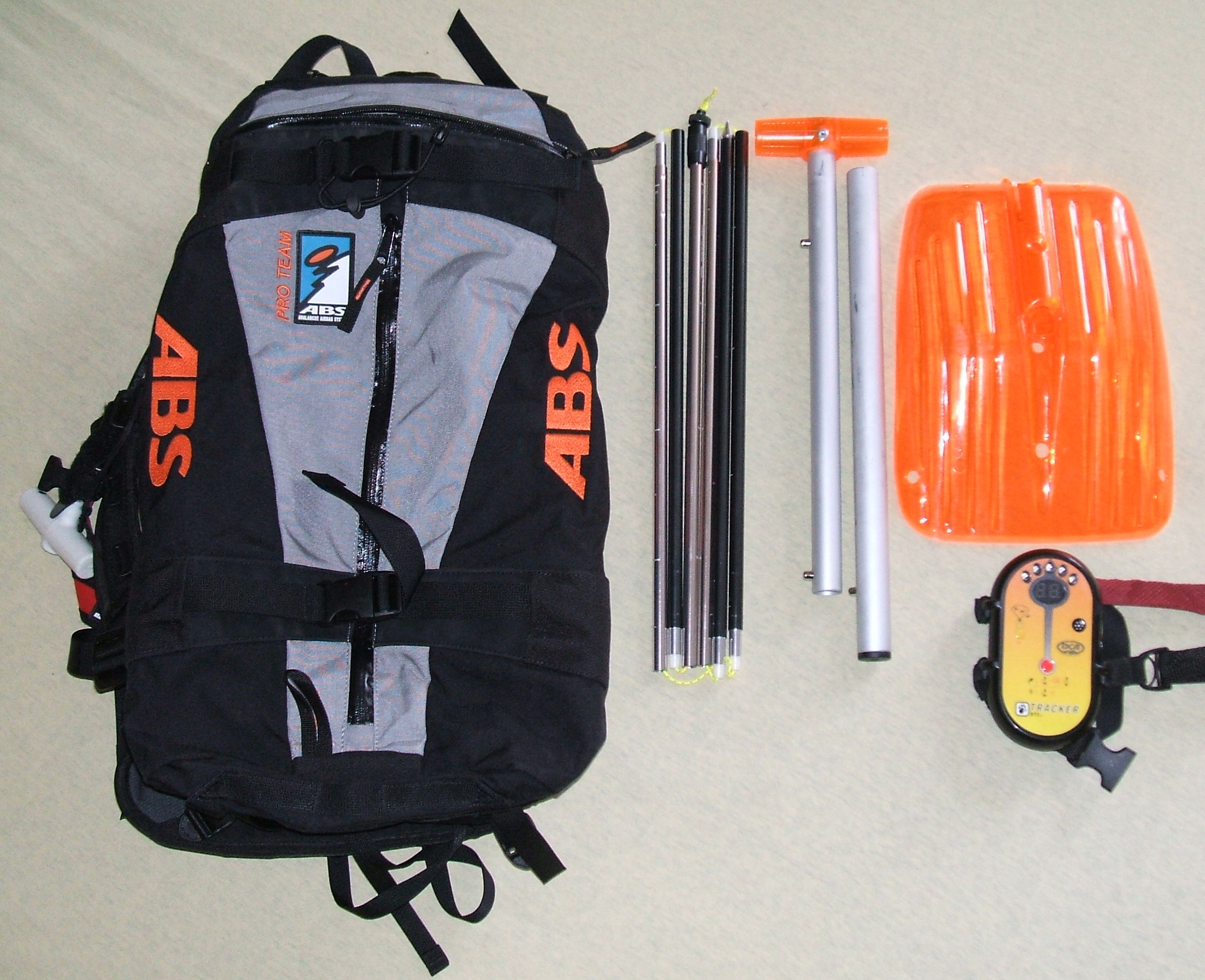
Na zdjęciu obowiązkowy zestaw zabezpieczeń dla osób uprawiających heliskiing: plecak lawinowy, sonda, łopata i nadajnik-odbiornik

Heliskiing jest zaliczany do sportów ekstremalnych i może być organizowany tylko pod nadzorem licencjonowanych przewodników alpejskich, których obowiązkiem jest zapewnienie bezpieczeństwa. Do obowiązkowych zabezpieczeń należy pełne wyposażenie lawinowe, w skład którego wchodzi m.in. detektor, sonda lawinowa i łopata. W niektórych zestawach znajduje się także plecak z poduszką powietrzną ABS.

## Miejsca uprawiania sportu
Ta forma narciarstwa jest popularna w wielu rejonach świata. Do najpopularniejszych krajów, gdzie uprawiany jest ten sport należą: Szwajcaria, Rosja (okolice góry Elbrus na Kaukazie), Włochy, Hiszpania, Kanada i USA (Alaska). Jest też uprawiany w Maniitsoq na Grenlandii. Ze względu na przepisy przeciwlawinowe oraz o ochronie przyrody, heliskiing jest zakazany we Francji i Austrii.